# Matelea furvescens
Matelea furvescens är en oleanderväxtart som beskrevs av W.D. Stevens. Matelea furvescens ingår i släktet Matelea och familjen oleanderväxter. Inga underarter finns listade i Catalogue of Life.